# Medicină internă
Medicina internă este specialitatea care se ocupă cu diagnosticul, tratamentul și prevenirea bolilor care afectează unul sau mai multe organe interne. Medicina internă sau medicina generală internă (în națiunile Commonwealth) este specialitatea medicală care se ocupă cu prevenirea, diagnosticarea și tratamentul bolilor adulte. Medicii specializati in medicina interna sunt numiti interniști sau medici (fara modificatori) în națiunile Commonwealth-ului. Interniștii sunt calificați în gestionarea pacienților care au procese de boală nediferențiate sau multi-sistem. Interniștii care sunt internați în spitale și ambulatori și pot juca un rol major în predare și cercetare.
Deoarece pacienții din medicina internă sunt adesea bolnavi grav sau necesită investigații complexe, interniștii fac o mare parte din munca lor în spitale. Interniștii au adesea interese de subspecialitate în bolile care afectează anumite organe sau sisteme de organe.
Medicină internă este, de asemenea, o specialitate în farmacie clinică și medicina veterinară.